# 朱勔
朱勔（1075年—1126年），勔通勉，故有書亦稱朱勉，蘇州（今属江苏）人。北宋徽宗时期大臣，朱勔為人奸險，屬六賊之一。朱勔之父朱沖善於做園藝，並谄事蔡京而得官。朱勔也善於堆山造園，號稱“花園子”，利用製造花石綱為契機，欺壓百姓，橫行鄉里二十幾年，併吞鄉民土地，引起方臘之亂。宋欽宗將朱勔賜死。

## 生平
朱沖是一名傭工，低賤卑微，但為人兇悍，曾犯罪被以鞭打抵罪，朱冲家計太差，去家鄉鄰近的城市借錢，遇到異人，得到點石成金及方術之書而回，便設店肆賣藥，有病人來服用後竟然也有成效，遠近輻湊，家裡遂富了起來。因修園蒔圃，結交遊客，以致往來稱譽。
一開始，蔡京住在錢塘，經過蘇州，欲建造佛寺還願，需要花費鉅額白銀上萬款項，僧人說必募集化緣，非朱沖不可。蔡京就囑咐郡守，郡守便呼叫朱沖來見蔡京，朱沖說願意獨自擔任。住了數日，便請蔡京尋找寺廟用地，至則大木數千棵，累積庭下，蔡京大驚，暗中讚賞其能力，次年讓童貫將朱沖、朱勔皆置入軍籍，以軍官任用。
崇寧四年（1105年）十一月，朱勔奉迎宋徽宗，主持蘇州應奉局，專門搜求奇花異石，用船從淮河、汴河運入汴京，號稱“花石綱”，宣和五年（1123年）取得一巨型太湖石，高達四丈，載以巨艦，以數千名縴夫，歷經數月，運到汴京，徽宗賜名曰「神運昭功石」，封「磐固侯」。一路上毀橋梁、鑿城垣、拆水門，民怨沸騰。
朱勔住在蘇州市場上的孫老橋，說要大買土地，逼迫當地幾百家的人五日內搬走，說皇帝答應說把這些土地買下賜給他了，民眾在路上痛哭。他買下土地後，建造神霄殿，供奉青華帝君，讓官員初一十五都到廟裏參拜，並拜見他。又讓趙霖役使民眾伕役，天氣酷寒，死者無數，「吳、越不勝其苦」。而後又賣官給盧宗原，讓他擔任發運使。他的園林跟皇帝的御花園能相比，募兵幾千人以自衛。他的兒子朱汝賢對地方官頤指氣使，前後延續二十多年，最後引起方臘之亂，方臘以诛杀朱勔为号召，最後為韓世忠平定。朱勔更加得志，其時州郡官吏奔走听命，东南部刺史、郡守多出其门，号称“东南小朝廷”。與蔡京等人合稱為“六賊”。
靖康元年（1126年）正月，削官放归田里，清查其土地，田產多至三十萬畝。三月，令衡州居住。四月，移韶州羈管，再移循州（今广东龙川），子孫發配到荊湖北路。九月，赐死。今日獅子林假山，幾是當年故物。

## 家族
- 父：朱沖
- 子：朱汝賢，以慶陽軍承宣使致仕、降授武功大夫
- 子：朱汝功，以拱衛大夫、靜江軍承宣使致仕、降授武功大夫
- 子：朱汝楫，以拱衛大夫、華州觀察使致仕、降授武功大夫
- 子：朱汝翼，以朝奉大夫、直龍圖閣致仕、落職
- 子：朱汝舟，以拱衛大夫、明州觀察使致仕、降授武功大夫
- 子：朱汝明
- 女：朱氏，適朝散大夫周審言
- 女：朱氏，適迪功郎馬震
- 孫：朱□，官至閤門宣賛舍人、落職
- 孫：朱繹，官至閤門宣賛舍人、落職
- 孫：朱約，官至閤門宣賛舍人、落職
- 孫：朱絢，官至閤門宣賛舍人、落職
- 孫：朱緯，官至閤門宣賛舍人、落職
- 孫：朱緩，官至閤門宣賛舍人、落職
- 孫：朱綽，官至閤門祗候、落職
- 孫：朱紳，官至閤門祗候、落職